# Retzer Straße
De Retzer Straße B35 is een Bundesstraße in de Oostenrijkse deelstaat Neder-Oostenrijk.
De weg verbindt Krems an der Donau via Eggenburg en Retz, met Retzbach, de weg is 60,4 km lang.
Routebeschrijving
De B35 begint in Krems an der Donau op een rotonde met de B3 en naar het noordoosten de stad uit waar ze bij afrit Krems-Nord de B37 kruist. De weg loopt verder langs Rohrendorf bei Krems, Gedersdorf en Hadersdorf am Kamp} waar ze de  B34 kruist, Straß im Straßertale, Hohenwarth-Mühlbach am Manhartsberg en Eggendorf am Walde. De weg loopt verder door Maissau en sluit bij afrit Maissau-Süd aan op de B4 waarmee ze een samenloop heeft tot afrit Maissau-Nord waar ze in noordelijke richting afbuigt. De B35 loopt verder door Burgschleinitz-Kühnring en Eggenburg waar ze op een rotonde de B2 kruist. De weg loopt verder door de gemeente Pulkau waar ze een samenloop heeft met de B45. De B35 loopt verder in noordoostelijke richting langs Schrattenthal, Pillersdorf, Obernalb, Obernalb naar Retz waar ze een samenloop heeft met de B30 en Retzbach waarna ze eindigt op de grens met Tsjechië waar ze aansluit op de S413 naar Znojmo.
Geschiedenis
Het eerste gedeelte van de B35 tussen Krems en Hadersdorf am Kamp ontstond in 1821 door een groepje investeerders („Concurrenz“) van gemeenten langs de weg die vanaf 1 mei 1821 de tol concessie kregen voor de duur van 50 jaar. In 1824 werd de weg als Stockerau-Kremser Straße tot Stockerau verlengd.
De Bezirksstraße van Znaim naar Krems werd op 1 mei 1841 vrijgegeven voor het Verkeer. De weg had twee tolstations en wel aan de  beide stadspoorten in Retz. 
Deze weg, die on Hadersdorf via Maißau,<Schrijfwijze van 1866  Pulkau, Retz nach Knadlersdorf bij de   mährischen Gränze  Schrijfwijze van 1866  nabij Znaim liep, behoort tot de 17 wegen, die in 1866 tot Neder-Oostenrijkse Landesstraßen verklaard werden. In de Neder-Oostenrijkse wegenverkeerswet van 19 April 1894 komt de term Landesstraße niet meer voor, alle Landesstraßen werden in de Bezirksstraßen I Klasse ingedeeld.
Naar de Anschluss werd de weg vanwege de opname in het eenheidssysteem vanaf 1 april 1940 onderverdeeld in drie stukken Landstraßen in Ordnung te weten:
- L.I.O. 3 van Krems via Hadersdorf naar Stockerau
- L.I.O. 17 van Hadersdorf via Straß naar Hollabrunn
- L.I.O. 18 van Straß via Pulkau en Retz naar Znaim

Op 23 maart 1942 werd het hele traject van Krems naar Znaim door Albert Speer onderdeel gemaakt van Reichsstraße 343.
De Retzer Straße werd op 1 januari 1949 een Bundesstraße en liep oorspronkelijk van Horn via Pulkau en Retz naar de grens met Tsjechië.
De Eggenburg-Hadersdorfer Straße behoort sinds 1 april 1959 tot de Bundesstraßen in Oosenrijk.
B1 · 
B2 · 
B3 · 
B4 · 
B5 · 
B6 · 
B7 · 
B8 · 
B9 · 
B10 · 
B11 · 
B12 · 
B13 · 
B14 · 
B15 · 
B16 · 
B17 · 
B18 · 
B19 · 
B20 ·  
B21 · 
B22 · 
B23 · 
B24 · 
B25 · 
B26 · 
B27 · 
B28 · 
B29 · 
B30 · 
B31 · 
B32 · 
B33 · 
B34 · 
B35 · 
B36 · 
B37 · 
B38 · 
B39 · 
B40 · 
B41 · 
B42 · 
B43 · 
B44 · 
B45 · 
B46 · 
B47 · 
B48 · 
B49 · 
B50 · 
B51 · 
B52 · 
B53 · 
B54 · 
B55 · 
B56 · 
B57 · 
B58 · 
B59 · 
B60 · 
B61 · 
B62 · 
B63 · 
B64 · 
B65 · 
B66 · 
B67 · 
B68 · 
B69 · 
B70 · 
B71 · 
B72 · 
B73 · 
B74 · 
B75 · 
B76 · 
B77 · 
B78 · 
B79 · 
B80 · 
B81 · 
B82 · 
B83 · 
B84 · 
B85 · 
B86 · 
B87 · 
B88 · 
B89 · 
B90 · 
B91 · 
B92 · 
B93 · 
B94 · 
B95 · 
B96 · 
B97 · 
B98 · 
B99 · 
B100 · 
B105 · 
B106 · 
B107 · 
B108 · 
B109 · 
B110 · 
B111 · 
B113 · 
B114 · 
B115 · 
B116 · 
B117 · 
B119 · 
B120 · 
B121 · 
B122 · 
B123 · 
B124 · 
B125 · 
B126 · 
B127 · 
B129 · 
B130 · 
B131 · 
B132 · 
B133 · 
B134 · 
B135 · 
B136 · 
B137 · 
B138 · 
B139 · 
B140 · 
B141 · 
B142 · 
B143 · 
B144 · 
B145 · 
B146 · 
B147 · 
B148 · 
B149 · 
B150 · 
B151 · 
B152 · 
B153 · 
B154 · 
B155 · 
B156 · 
B158 · 
B159 · 
B160 · 
B161 · 
B162 · 
B163 · 
B164 · 
B165 · 
B166 · 
B167 · 
B168 · 
B169 · 
B170 · 
B171 · 
B172 · 
B173 · 
B174 · 
B175 · 
B176 · 
B177 · 
B178 · 
B179 · 
B180 · 
B181 · 
B182 · 
B183 · 
B184 · 
B185 · 
B186 · 
B187 · 
B188 · 
B189 · 
B190 · 
B191 · 
B192 · 
B193 · 
B197 · 
B198 · 
B199 · 
B200 · 
B201 · 
B202 · 
B203 · 
B204 · 
B205 · 
B209 · 
B210 · 
B211 · 
B212 · 
B213 · 
B214 · 
B215 · 
B216 · 
B217 · 
B218 · 
B219 · 
B220 · 
B221 · 
B222 · 
B223 · 
B224 · 
B225 · 
B226 · 
B227 · 
B228 · 
B229 · 
B230 · 
B303 · 
B305 · 
B309 · 
B310 · 
B311 · 
B316 · 
B317 · 
B319 · 
B320